# Live and More
 (décembre 2019).
Si vous disposez d'ouvrages ou d'articles de référence ou si vous connaissez des sites web de qualité traitant du thème abordé ici, merci de compléter l'article en donnant les références utiles à sa vérifiabilité et en les liant à la section « Notes et références ».
Albums de Donna Summer
Once Upon a Time
(1977) Bad Girls
(1979)
Live and More est le premier album live de la chanteuse américaine Donna Summer. Il inclut également un enregistrement studio inédit, Mac Arthur Park Suite. Live and More est le deuxième double album consécutif de Summer, paru le 28 août 1978 sous le label Casablanca Records. La captation live (partielle), enregistrée à l'Universal Amphitheater (Los Angeles, Californie) le 17 juin 1978, figure sur les trois premières faces de ce double album. Mac Arthur Park Suite, incluant trois nouveaux titres, figure sur la quatrième face du disque.

## Enregistrement en concert
Sur l'enregistrement en concert, Summer reprend un nombre significatif de ses titres disco, à la fois certains de ses plus grand hits (Love To Love You Baby, I Feel Love, I Remember Yesterday, Try Me, I Know We Can Make It ou encore Last Dance), ainsi qu'une sélection de chansons tirées de son précédent album Once Upon a Time. Au-delà, elle expérimente d'autres styles musicaux, notamment sur My Man Medley, incluant plusieurs classiques du jazz : The Man I Love de George Gershwin, I Got It Bad and That Ain't Good et le standard  Some of These Days, titres qu'elle n'avait jamais enregistrés auparavant. Elle reprend également The Way We Were dont la version originale fut enregistrée par Barbra Streisand et interprète aussi deux inédits qu'elle coécrit, Mimi's Song, dédicacée à sa fille Mimi, et Only One Man.

## Enregistrement studio
La quatrième face de l'album inclut un nouvel enregistrement studio, MacArthur Park Suite, d'une durée de 17 min 34 s, constitué de trois chansons, dont Mac Arthur Park, une reprise de  Richard Harris, enregistrée dans sa version originale sous la forme d'une ballade. Sur l'initiative de son coproducteur, Pete Bellotte, Summer l'enregistre dans une version disco, parue en premier simple de l'album. Mac Arthur Park devint l'un des plus grands succès de la chanteuse, son premier à atteindre la première place du classement américain des meilleures ventes de singles Billboard Hot 100. Mac Arthur Park offrit à Summer le privilège de remporter un Grammy Award dans la catégorie de la meilleure performance vocale pop féminine. Un autre titre inclus dans ce nouvel enregistrement est une chanson inédite, cosignée  par Summer, Heaven Knows, également un succès en se hissant à la cinquième place des meilleures ventes de singles aux États-Unis. Summer l'interprète en duo avec Joe Esposito du groupe Brooklyn Dreams, composé également du musicien Bruce Sudano que Summer épousera en 1980. 
Il est à noter que la version de Heaven Knows parue en simple diffère : plus longue, elle inclut une intro de cordes et un pont instrumental de cuivres qui ne figurent pas sur la version de l'album. 
Live and More devient le premier double album de Donna Summer à se classer en tête des meilleures ventes aux États-Unis et obtient la certification de double album de platine.

## Titres
| 1. | Once Upon a Time             | 3:03 |
| 2. | Fairy Tale High              | 2:20 |
| 3. | Faster and Faster to Nowhere | 2:09 |
| 4. | Spring Affair                | 2:34 |
| 5. | Rumour Has It                | 2:34 |
| 6. | I Love You                   | 3:38 |

| 7.  | Only One Man                                                                         | 2:06 |
| 8.  | I Remember Yesterday                                                                 | 3:52 |
| 9.  | Love's Unkind                                                                        | 2:37 |
| 10. | The Man I Love/I Got It Bad (And That Ain't Good)/Some of These Days (My Man Medley) | 6:25 |
| 11. | The Way We Were                                                                      | 3:23 |
| 12. | Mimi's Song                                                                          | 4:28 |

| 1. | Try Me, I Know We Can Make It | 4:14 |
| 2. | Love to Love You Baby         | 3:34 |
| 3. | I Feel Love                   | 6:56 |
| 4. | Last Dance                    | 5:32 |

| 5. | MacArthur Park/One of a Kind/Heaven Knows/MacArthur Park (Reprise) (MacArthur Park Suite) | 17:34 |

## Certifications
| Pays                  | Certification | Unités certifiées |
| --------------------- | ------------- | ----------------- |
| Canada (Music Canada) | 2 × Platine   | 200 000           |
| États-Unis (RIAA)     | Platine       | 1 000 000         |
| Royaume-Uni (BPI)     | Or            | 100 000           |